# 多治見少年少女合唱団
多治見少年少女合唱団（たじみしょうねんしょうじょがっしょうだん）は、岐阜県多治見市で活動する日本有数の児童合唱団。

## 沿革
1973年、多治見青年会議所の提唱により誕生した。団員は小学1年生から20歳まで、2007年12月現在で50余名ほど在籍している。団長は谷村真一、指揮者は柘植洋子である。
1986年には東京混声合唱団との共演を機会に、田中信昭氏を音楽監督兼指揮者に迎え、現在の活動の基礎を作る。

## 活動
レパートリーは日本の現代音楽が中心で、武満徹、一柳慧、湯浅譲二、三善晃、間宮芳生、柴田南雄、権代敦彦、マーリー・シェーファー等の作品が多い。また、難易度ゆえかあまり演奏されないクセナキスの児童合唱曲「Pu wijnuej we fyp」をレパートリーに持つ稀有な団体としても有名である。
毎年11月に定期演奏会を開いており、2005年には名古屋のしらかわホールで第32回が開かれた。
委嘱作品に、権代敦彦「はじめに神は天と地を創造された」、林光「はる.なつ.あき.ふゆ」野平一郎「ある科学者の言葉～児童合唱とピアノのための～」などがある。委嘱編曲作品に鈴木輝昭「Happy Xmas (War Is Over)」（ジョン・レノン）がある。また、世界にも場を広げ、シンガポール、アメリカ、オーストラリア、2007年7月には台湾での公演をした。2017年スペインバルセロナで行われる「世界合唱シンポジウム」に、世界の23の合唱団と共に招待合唱団として参加が決まっている。

## 主な録音
- 子供の十字軍 一柳慧合唱作品集（Art Union）
- 児童合唱組曲名曲選 オデコのこいつ 三善晃作品集1（ビクターエンタテインメント） - 「唱歌の四季」を演奏
- 児童合唱組曲名曲選 風のとおりみち 三善晃作品集2（ビクターエンタテインメント） - こどものための合唱曲集「光のとおりみち」を演奏
- 三善晃マリンバ作品集（佼成出版社） - 童声合唱とサヌカイト、マリンバのための「ヤマガラ日記」、および童声合唱とマリンバのための「かみさまへのてがみ」を演奏
- ノスタルジア 信長貴富無伴奏合唱作品集（Giovanni） - 合唱による日本名歌集「ノスタルジア」から6曲、また、無伴奏女声（同声）合唱のための「7つの子ども歌」を担当
- 狐のうた 三善晃児童合唱作品集（Giovanni）